# Progetto Lazarus
Progetto Lazarus (The Lazarus Project) è una serie televisiva britannica, creata da Joe Barton e prodotta da Adam Knopf. Vede come protagonista Paapa Essiedu, Anjli Mohindra, Tom Burke e Caroline Quentin e ha debuttato su Sky Max il 16 gennaio 2022.

## Trama
George crede di essere impazzito quando un giorno si sveglia e scopre che sta rivivendo una giornata di sei mesi prima. Le sue recenti conquiste, come il successo professionale e il matrimonio con l’amore della sua vita, sono state annullate. La cosa peggiore è che sembra essere l’unica persona ad essersi resa conto di ciò che è successo. Questo fino a quando non incontra Archie, che sceglie George per unirsi al Progetto Lazarus, un gruppo clandestino che ha acquisito il potere di riportare indietro il tempo ogni volta che la specie umana è in pericolo di estinzione. Le uniche persone al mondo che hanno la capacità di ricordare gli eventi che vengono invertiti quando si viaggia nel tempo sono coloro che lavorano al Lazarus, come George.

## Episodi
| Stagione         | Episodi | Prima TV UK | Prima TV Italia |
| ---------------- | ------- | ----------- | --------------- |
| Prima stagione   | 8       | 2022        | 2022            |
| Seconda stagione | 8       | 2023        | 2023-2024       |

## Personaggi e interpreti

### Personaggi principali
- George Addo (stagioni 1-2), interpretato da Paapa Essiedu, doppiato da Simone Crisari.
- Archie (stagioni 1-2), interpretata da Anjli Mohindra, doppiata da Valentina Favazza.
- Shiv (stagioni 1-2), interpretato da Rudi Dharmalingam, doppiato da Emiliano Coltorti.
- Sarah Leigh (stagioni 1-2), interpretata da Charlie Clive, doppiata da Veronica Puccio.
- Elisabeth "Wes" Wesley (stagioni 1-2), interpretata da Caroline Quentin, doppiata da Roberta Paladini.
- Dennis Rebrov (stagioni 1-2), interpretato da Tom Burke, doppiato da Andrea Mete.
- Ross (stagioni 1-2), interpretato da Brian Gleeson.
- Janet (stagioni 1-2), interpretata da Vinette Robinson.
- Rudy (stagione 1), interpretato da Alec Utgoff.

### Personaggi ricorrenti
- Blake (stagione 1), interpretato da Lorn Macdonald.
- Erik "il danese" Eriksen (stagioni 1-2), interpretato da Lukas Loughran, doppiato da Alessio Cerchi.
- Greta (stagione 1-2), interpretata da Salóme Gunnarsdóttir, doppiata da Valentina Stredini.
- Laurence (stagione 1), interpretato da Enyi Okoronkwo.
- Ryan (stagione 1), interpretato da Tommy Letts, doppiato da Daniele Di Matteo.
- Zhang Rhui (stagioni 1-2), interpretata da Elaine Tan, doppiata da Alessandra Berardi.
- Reggie (stagioni 1-2), interpretato da Bradley John.
- Karl (stagione 1), interpretato da Chris Fulton.
- Dott. Sampson (stagione 2), interpretato da Sam Troughton, doppiato da Luigi Ferraro.
- Dott.ssa Kitty Gray (stagione 2), interpretata da Zoe Telford, doppiata da Selvaggia Quattrini.
- Robin Lerner (stagione 2), interpretato da Colin Salmon.
- Becky (stagione 2), interpretata da Safia Oakley-Green, doppiata da Chiara Fabiano.
- Dott. Li (stagione 2), interpretato da Dan Li.

## Produzione
La serie è stata prodotta da Urban Myth Films. Le riprese si sono svolte nella primavera del 2021 a Cardiff, Bristol, Praga e Postoloprty.
Il 4 agosto 2022 la serie è stata rinnovata per una seconda stagione.
Il 25 marzo 2024 la serie è stata cancellata dopo due stagioni.

## Promozione
Nel febbraio 2022 Sky ha diffuso il trailer in lingua inglese annunciando che la serie avrebbe debuttato il 16 giugno 2022.

## Distribuzione
La prima stagione di Progetto Lazarus ha debuttato nel Regno Unito su Sky Max il 16 giugno 2022, la seconda è andata in onda il 15 novembre 2023. In Italia è stata trasmessa su Sky Atlantic dal 12 agosto 2022, mentre la seconda stagione dal 18 dicembre 2023.

### Edizione italiana
La direzione del doppiaggio è di Federico Nobili e i dialoghi italiani sono curati da Chiara Bertoli e Emanuela D'Amico per conto della Laser Digital Film che si è occupata anche della sonorizzazione.

## Accoglienza

### Critica
La prima stagione ha ricevuto recensioni positive dalla critica. Rotten Tomatoes riporta il 100% delle recensioni professionali positive basato su 14 critiche. Il consenso critico del sito web indica: «Progetto Lazarus bilancia brillantemente azione avvincente e fantascienza intelligente nella sua prima stagione, portando a una serie immaginativa e coinvolgente da seguire.» Metacritic, invece, ha assegnato un punteggio di 73 su 100 basato su 9 recensioni, indicando "recensioni generalmente favorevoli".
Lucy Mangan del Guardian ha assegnato quattro stelle su cinque, apprezzando la sceneggiatura, la tensione creata dalla premessa e il cast. Nicole Kassell del The Independent ha attribuito tre stelle, scrivendo: «Sebbene poco chiaro e occasionalmente semplicistico, Progetto Lazarus ha un'idea intelligente dietro con soddisfacente azione.» Anita Singh del Telegraph ha conferito alla serie tre stelle.

## Riconoscimenti
- 2022 – Royal Television Society Craft & Design Awards[17]
  - Migliori effetti speciali
- 2024 – BAFTA Television Awards[18]
  - Candidatura al miglior attore a Paapa Essiedu